# Adrian Năstase

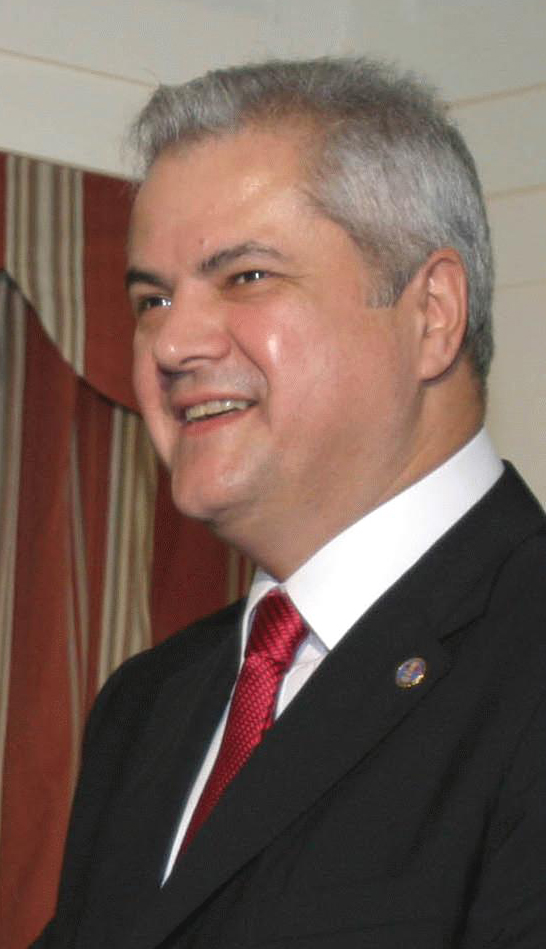
Adrian Năstase

Adrian Năstase (Boekarest, 22 juni 1950) was een Roemeens politicus die tussen 2000 en 2004 premier was.
Năstase is lid van de PSD, de sociaaldemocratische partij van Roemenië. Hij is getrouwd en heeft twee kinderen. Hij studeerde aan de universiteit van Boekarest rechten, geschiedenis en filosofie, en werkte als professor, jurist en voorzitter van diverse organisaties op het gebied van recht en internationale betrekkingen. Năstase publiceerde meer dan 150 artikelen over internationaal recht, zowel in Roemeense als in allerlei internationale media. In 2002 werd Năstase Grootkruis in de Orde van de Ster van Roemenië.
Bij de verkiezingen van 28 november 2004 was Năstase een van de belangrijkste kandidaten voor het presidentschap. In de tweede ronde moest hij het echter afleggen tegen de centrumrechtse tegenkandidaat Traian Băsescu die met 51% van de stemmen een nipte overwinning behaalde.
Op 15 maart 2006 trad hij af van zijn functie en werd hij aangeklaagd voor fraude. Op 20 juni 2012 werd hij schuldig geacht voor corruptie. Hij zou 1,7 miljoen euro uit de staatskas hebben gebruikt voor het financieren van zijn herverkiezingscampagne in 2004. Zelf noemde hij het een politiek proces en deed een poging tot zelfmoord nadat de rechter hem veroordeelde tot een celstraf van twee jaar. Omdat in Roemenië mensen van boven de 60 jaar slechts een derde van hun straf behoeven uit te zitten houdt die veroordeling feitelijk slechts 8 maanden in, waarbij de mogelijkheid bestaat de celstraf om te zetten in huisarrest. Hij lijdt met name aan hartfalen en diabetes. Op 18 maart 2013 werd hij alsnog vrijgelaten waarna hij direct een bezoek bracht aan het ziekenhuis. Op 7 januari 2014 werd hij wederom schuldig bevonden wegens corruptie en afpersing, ditmaal kreeg hij 4 jaar onvoorwaardelijk. Hijzelf alsmede de toenmalige premier Victor Ponta beschouwen beide veroordelingen als een politiek gemotiveerde uitspraak..